# Conquista musulmana dell'Armenia
La conquista musulmana di parti dell'Armenia e dell'Anatolia faceva parte delle conquiste musulmane dopo la morte del profeta islamico Maometto nel 632 d.C. L'Armenia persiana cadde sotto il califfato arabo dei Rashidun nel 645 d.C. L'Armenia bizantina era già stata conquistata nel 638-639.

## Fonti
I dettagli della prima conquista dell'Armenia da parte degli arabi sono incerti, poiché le varie fonti arabe, greche e armene si contraddicono a vicenda. Le fonti principali per il periodo sono il resoconto del testimone oculare del vescovo armeno Sebeos, insieme alla storia del sacerdote armeno dell'VIII secolo Łewond. Anche gli storici arabi al-Tabari e Ya'qubi forniscono informazioni sul periodo, ma la fonte principale è lo studioso del IX secolo al-Baladhuri, che, insolitamente per uno scrittore musulmano, includeva molte informazioni tratte da resoconti locali dell'Armenia.

## Incursioni arabe e conquista dell'Armenia
Secondo le fonti arabe, la prima spedizione araba raggiunse l'Armenia nel 639-640, subito dopo la conquista del Levante da parte dei bizantini e l'inizio della conquista musulmana della Persia. Gli arabi furono guidati da Iyad ibn Ghanm, che aveva precedentemente conquistato l'Alta Mesopotamia, e penetrarono fino a Bitlis. Una seconda spedizione avvenne nel 642, quando l'esercito musulmano avanzò e si divise in quattro corpi fino all'Anatolia nord-orientale, per poi essere sconfitto e cacciato fuori dal paese. Dopo questa battuta d'arresto, gli arabi intrapresero solamente un'incursione dall'Albania caucasica nel 645, guidata da Salman ibn Rabiah, ma questa toccò solo i confini dell'Anatolia. Fu solo nel 645-646 che Mu'awiya, il governatore della Siria, intraprese un'importante campagna per sottomettere il paese. Il generale di Mu'awiya Habib ibn Maslama al-Fihri si mosse per la prima volta contro la parte bizantina del paese: assediò e conquistò Teodosiopoli (l'attuale Erzurum, in Turchia) e sconfisse un esercito bizantino, rinforzato con truppe di Cazari e Alani, sull'Eufrate. Si diresse quindi verso il lago Van, dove furono sottomessi i principi armeni locali di Akhlat e Moks, consentendo ad Habib di marciare su Dvin, la capitale dell'ex parte persiana dell'Armenia. Dvin capitolò dopo alcuni giorni di assedio, così come Tiflis più a nord nell'Iberia caucasica. Nello stesso periodo, un altro esercito arabo dall'Iraq, sotto Salman ibn Rabi'a, conquistò parti dell'Iberia caucasica (Arran).
Le fonti armene forniscono tuttavia una narrazione diversa, sia nella cronologia che nei dettagli degli eventi, sebbene l'ampio impulso delle campagne arabe sia coerente con le fonti musulmane. Gli storici armeni riferiscono che gli arabi arrivarono per la prima volta nel 642, penetrando fino alla regione centrale di Ayrarat, saccheggiarono Dvin, e  tornarono con oltre 35 000 prigionieri. Nel 643, gli arabi invasero un'altra volta, dalla direzione dell'Azerbaigian, devastarono Ayrarat e raggiunsero la penisola anatolica, ma furono sconfitti in battaglia dal condottiero armeno Theodoros Rshtuni e respinti. Dopo questo successo, Rshtuni fu riconosciuto sovrano dell'Armenia dall'imperatore bizantino Costante II. Ad un certo punto, subito dopo, gli armeni riconobbero la sovranità bizantina.
Tuttavia, quando la tregua di Costante con gli arabi terminò nel 653 e divenne probabile una nuova invasione araba, Rshtuni accettò volontariamente di sottomettersi alla signoria musulmana. In risposta, l'imperatore Costantino in persona guidò un esercito di 100 000 uomini in Anatolia e Armenia. I principi locali si unirono a lui e sia l'Armenia che l'Iberia tornarono alla fedeltà bizantina. Dopo aver passato l'inverno a Dvin, Costante partì nella primavera del 654. Poco dopo un esercito arabo invase e conquistò le regioni sulla sponda settentrionale del lago Van. Con la loro assistenza, Rshtuni cacciò le guarnigioni bizantine dall'Armenia e si assicurò il riconoscimento arabo come principe presiedendo l'Armenia e parti dell'Albania. I bizantini del generale Maurianos tentarono di riprendere il controllo della regione, ma senza successo. Nel 655, anche parti dell'Armenia bizantina furono invase e gli arabi occuparono Teodosiopoli (in arabo Qaliqala) e consolidarono il loro controllo del paese portando Rhstuni a Damasco, dove morì nel 656, e nominando al suo posto il suo rivale Hamazasp Mamikonian. Tuttavia, con lo scoppio della prima guerra civile musulmana nel 657, l'effettiva autorità araba nel paese cessò e Mamikonian tornò quasi immediatamente alla signoria bizantina.
Questi eventi sono fusi nell'unica campagna del 645/646 nelle fonti arabe, che omettono qualsiasi dettaglio sugli affari interni dell'Armenia o sul riconoscimento della sovranità bizantina nella regione, e descrivono il paese come saldamente sotto la sovranità araba sin dai tempi della campagna di Habib al-Fihri. Gli storici moderni considerano generalmente più attendibile il racconto contemporaneo di Sebeos (che è in parte corroborato dal cronista bizantino Teofane il Confessore), e hanno proposto diverse ricostruzioni delle prime incursioni arabe tra il 640 e il 650, basate su una lettura critica delle fonti; è chiaro, tuttavia, che il paese non si sottomise al dominio arabo in tale momento.
Nel 661, tuttavia, Mu'awiya, vincitore della guerra civile musulmana, ordinò ai principi armeni di sottomettersi nuovamente alla sua autorità e a rendergli omaggio. Per evitare un'altra guerra, i principi obbedirono.

## Armenia all'interno del Califfato
Theodorus Rshtuni e altri nakharar (signori) armeni accettarono il dominio arabo sull'Armenia. Costante II, l'imperatore bizantino, inviò rinforzi occasionali in Armenia, ma che risultarono inadeguati. Il comandante della città di Dvin, Smbat, di fronte al fatto di non poter più resistere all'esercito islamico, si sottomise al califfo Omar, acconsentendo a rendergli omaggio.
Nel 644, Omar fu assassinato da uno schiavo persiano e fu sostituito dal califfo Uthman. L'accettazione armena del dominio arabo irritò i bizantini. L'imperatore Costante inviò i suoi uomini in Armenia per imporre il credo calcedoniano del cristianesimo. Non riuscì nel suo obiettivo dottrinale, ma il nuovo prefetto armeno, Hamazasp, che considerava troppo gravose le tasse imposte dai musulmani, cedette all'imperatore.
L'Armenia rimase sotto il dominio arabo per circa 200 anni, formalmente a partire dal 645 d.C. Durante molti anni di dominio omayyade e abbaside, i cristiani armeni beneficiarono di autonomia politica e relativa libertà religiosa, ma erano considerati cittadini di seconda classe (allo status di dhimmi). Questo, tuttavia, non avvenne all'inizio. Gli invasori cercarono prima di costringere gli armeni ad accettare l'Islam, spingendo molti cittadini a fuggire nell'Armenia controllata dai bizantini, che i musulmani avevano in gran parte lasciato soli a causa del suo terreno accidentato e montuoso. La politica causò anche diverse rivolte fino a quando la Chiesa armena non godette finalmente di un riconoscimento maggiore, anche più di quanto avesse sperimentato sotto la giurisdizione bizantina o sasanide. Il califfo assegnò gli ostikan come governatori e rappresentanti, che a volte erano di origine armena. Il primo ostikan, ad esempio, fu Theodoros Rshtuni. Tuttavia, il comandante dell'esercito di 15 000 uomini era sempre di origine armena, spesso dalle famiglie Mamikonian, Bagratuni o Artsruni, con la famiglia Rshtuni che aveva il maggior numero di truppe a 10 000 Avrebbe difeso il paese dagli stranieri o assistito il califfo nelle sue spedizioni militari. Ad esempio, gli armeni aiutarono il Califfato contro gli invasori Cazari.
Il dominio arabo fu interrotto da molte rivolte ogni volta che gli arabi tentarono di imporre l'Islam o tasse più alte (jizya) al popolo armeno. Tuttavia, queste rivolte furono sporadiche e intermittenti. Non ebbero mai un carattere panarmeno. Gli arabi usarono le rivalità tra i diversi nakharar armeni per frenare le ribellioni. Così, le famiglie Mamikonian, Rshtuni, Kamsarakan e Gnuni furono gradualmente indebolite a favore delle famiglie Bagratuni e Artsruni. Le ribellioni portarono alla creazione del personaggio leggendario, Davide di Sassun.
Durante il dominio islamico, gli arabi provenienti da altre parti del Califfato si stabilirono in Armenia. Nel IX secolo esistette una classe consolidata di emiri arabi, più o meno equivalente ai nakharar armeni.
Alla fine di questo periodo, nell'885, fu istituito il Regno Bagratide d'Armenia con Ashot I, un re cristiano, come primo monarca. La volontà dell'Impero bizantino e del Califfato abbaside di riconoscere l'esistenza del regno derivava dalla necessità di mantenere uno stato cuscinetto tra di loro. In particolare per il Califfato, l'Armenia era più desiderabile come entità cuscinetto piuttosto che come provincia a causa della minaccia dei Cazari, che erano alleati di Bisanzio. Il regime di Ashot e coloro che gli succedettero inaugurarono un periodo di pace, crescita artistica e attività letteraria. Questa era è indicata come la seconda età dell'oro armena e si manifesta nelle magnifiche chiese costruite e nei manoscritti illustrati creati durante il periodo.